# That Thing You Do!
That Thing You Do! (no Brasil, The Wonders - O Sonho Não Acabou; em Portugal, Tudo por Um Sonho) é um filme norte-americano de 1996 escrito e dirigido por Tom Hanks, que também atua no filme.
Ambientado em meados da década de 1960, o filme conta a história de uma banda fictícia de somente um sucesso da cidade de Erie, Pensilvânia, The Wonders. O contexto histórico inclui uma resposta americana para a Invasão Britânica, mostrando sua trajetória desde clubes locais a turnês nacionais.

## Sinopse
Em 1964, logo após os Estados Unidos serem "tomados" pelo fenômeno musical dos Beatles, surgem em uma pequena cidade da Pensilvânia os Oneders (trocadilho vindo da forma reduzida de one-hit wonder), mais tarde rebatizado pelo empresário como The Wonders. Porém, às vésperas de uma apresentação musical de calouros, o baterista do grupo quebra o braço, o que faz com que, em cima da hora, um jovem que trabalhava na loja de eletrodomésticos da família (Tom Everett Scott) seja convidado para substituí-lo.
O jovem baterista, um aficionado de jazz, imprime durante a apresentação uma batida mais ritmada no que deveria ser uma balada, causando o descontentamento do vocalista e compositor do grupo (Johnathon Schaech). Mas seu instinto funcionou e a música se torna um sucesso nacional, levando o grupo aos primeiros lugares das paradas.

## Elenco
| Tom Everett Scott | Guy "Shades" Patterson                                 |
| Johnathon Schaech | James "Jimmy" Mattingly II                             |
| Steve Zahn        | Leonard "Lenny" Haise                                  |
| Ethan Embry       | "T. B. Player," ou The Bass Player (nome não revelado) |
| Tom Hanks         | Sr White                                               |
| Liv Tyler         | Faye Dolan                                             |
| Charlize Theron   | Tina Powers                                            |
| Bill Cobbs        | Del Paxton                                             |
| Giovanni Ribisi   | Chad                                                   |
| Obba Babatundé    | Lamarr                                                 |
| Chris Ellis       | Phil Horace                                            |
| Alex Rocco        | Sol Siler                                              |
| Larry Antonino    | Scott 'Wolfman' Pell                                   |
| Holmes Osborne    | Sr. Patterson                                          |

### Artistas Play-Tone
| Robert Torti                                       | Freddy Fredrickson |
| Kennya Ramsey, Julie Harkness, e Darlene Dillinger | The Chantrellines  |
| Chaille Percival                                   | Diane Dane         |

## Trilha sonora
O filme traz músicas originais compostas por Hanks, Adam Schlesinger, Rick Elias, Scott Rogness, Mike Piccirillo, Gary Goetzman e Howard Shore. The Wonders experimentaram uma súbita ascensão com seu único sucesso (tornando-se uma banda One-hit wonder), "That Thing You Do", uma canção escrita como uma balada nostálgica mas que se torna um rock animado durante a primeira performance da banda num show de talentos. Escrita e composta por Adam Schlesinger, baixista dos grupos Fountains of Wayne e Ivy, e lançada na trilha sonora do filme, a canção se tornou um genuíno hit da parada de sucessos com o disco The Wonders de 1996 (a música chegou a 41a no Billboard Hot 100, 22a no Adult Comtemporary, 18a no Adult Top 40, e 24a na Top 40 Mainstream). A trilha sonora do filme foi indicada para o Globo de Ouro de 1996 e para o Óscar de 1996 como Melhor Canção Original. Mike Viola dos The Candy Butchers fez o vocal da gravação para os The Wonders.

### Canções
1. Lovin' You Lots And Lots - The Norm Wooster Singers
2. That Thing You Do! - The Wonders
3. Little Wild One - The Wonders
4. Dance With Me Tonight - The Wonders
5. All My Only Dreams - The Wonders
6. I Need You (That Thing You Do) - The Wonders
7. She Knows It - The Heardsmen
8. Mr. Downtown - Freddy Fredrickson
9. Hold My Hand, Hold My Heart - The Chantrellines
10. Voyage Around The Moon - The Saturn 5
11. My World Is Over - Diane Dane
12. Drive Faster - The Vicksburgs
13. Shrimp Shack - Cap'n Geech & The Shrimp Shack Shooters
14. Time To Blow - Del Paxton
15. That Thing You Do! (Live at the Hollywood Television Showcase) - The Wonders

## Recepção
O filme foi bem recebido pela crítica e hoje possui uma das mais altas avaliações do site especializado Rotten Tomatoes com 91% de aprovação. Mas teve um sucesso moderado nas salas de cinema, arrecadando 25.857.416 de dólares na América do Norte e mais 8.728.000 de dólares em outros países, totalizando US$ 34.585.416.

## Lançamento
That Thing You Do foi lançado primeiramente no festival de Toronto em 14 de setembro de 1996, neste mesmo ano foi lançado nos EUA (dia 4 de outubro). O VHS do filme foi lançado em junho de 2003.
Foram lançados também 2 DVDs em datas distintas, sendo uma edição simples (lançado em 2001) e uma edição especial dupla (lançada em 2007).